# Ratchapol Nawanno
Ratchapol Nawanno (tiếng Thái: รัชพล นาวันโน, sinh ngày 28 tháng 4 năm 1986), còn được biết với tên đơn giản Na (tiếng Thái: นะ) là một cầu thủ bóng đá người Thái Lan thi đấu ở vị trí tiền vệ cho câu lạc bộ Giải bóng đá Ngoại hạng Thái Lan PT Prachuap.

## Sự nghiệp quốc tế
Năm 2013 Ratchapol được triệu tập vào đội tuyển quốc gia bởi Surachai Jaturapattarapong tham dự Vòng loại Cúp bóng đá châu Á 2015.
Vào tháng 10 năm 2013 anh ra mắt cho Thái Lan trong trận giao hữu trước Bahrain.

### Quốc tế
Tính đến 12 tháng 11 năm 2015
| Đội tuyển quốc gia | Năm  | Số trận | Bàn thắng |
| ------------------ | ---- | ------- | --------- |
| Thái Lan           | 2013 | 2       | 0         |
| Thái Lan           | Tổng | 2       | 0         |

## Danh hiệu

### Câu lạc bộ
Muangthong United
- Cúp Liên đoàn Bóng đá Thái Lan (1): 2017
- Thailand Champions Cup (1): 2017
- Giải bóng đá vô địch các câu lạc bộ sông Mê Kông (1): 2017